# Live (Jonas Knutsson & Mats Öberg)
Live är ett livealbum av Jonas Knutsson och Mats Öberg, utgivet 2008 av Country & Eastern. Albumet producerades av musikern Bengt Berger.

## Låtlista
1. Flourtanten (Jonas Knutsson) – 10:51
2. Vaggvisa för Bim, Cornelis och alla andra människor på jorden (Musik: Kjell Andersson – text: Lars Forssell) – 7:30
3. Sälg funk! (Ale Möller) – 8:17
4. Hjälmaren / Hjortron från Mars / Biggan (Mats Öberg) – 12:12
5. Milos vaggsång (Jonas Knutsson) – 8:34
6. Jagad i hissen (Mats Öberg) – 8:14
7. Tokpolskan (Trad. arr. Jonas Knutsson, Mats Öberg) – 7:33
8. In a Silent Way (Joe Zawinul) – 4:59

## Medverkande
- Jonas Knutsson — sopran-, alt- & barytonsaxofon
- Mats Öberg — sång, munspel, piano

## Mottagande
Skivan fick ett mycket gott mottagande när den kom ut med ett snitt på 4,1/5 baserat på fem recensioner.